# Soiuz MS-19
El Soiuz MS-19 és un vol espacial tripulat de la nau Soiuz que té el llançament previst per al 5 d'octubre de 2021. El Soiuz MS-19 serà el 147è vol tripulat d'una nau Soiuz. La tripulació consistirà en un comandant rus, el director de cinema rus Klim Xipenko i l'actriu russa Iúlia Peressild. Xipenko i Peressild han d'estar-se aproximadament una setmana a l'EEI abans de tornar a la Terra amb el Soiuz MS-18, amb la intenció de filmar una pel·lícula a l'espai, Vyzov (rus: Вызов). Amb el vol s'enlairaran tres membres de la tripulació de l'Expedició 65/66. En no tenir cap astronauta estatunidenc, aquest llançament ha de marcar la primera vegada en més de 21 anys (des del Soiuz TM-30 l'any 2000) que una tripulació de Soiuz només consta de cosmonautes o viatgers russos. En aquest cas, la nau s'haurà de modificar perquè es pugui pilotar per una única persona.

## Tripulació
| Posició                        | Tripulant de llançament                                                                  | Tripulant d'aterratge                                       |
| ------------------------------ | ---------------------------------------------------------------------------------------- | ----------------------------------------------------------- |
| Comandant                      | Anton Shkaplerov, Roscosmos Expedició 66 Quart vol espacial                              | Anton Shkaplerov, Roscosmos Expedició 66 Quart vol espacial |
| Passatger / Enginyer de vol 1  | Klim Xipenko, Primer Canal Expedició 66, Pel·lícula Repte (Vyzov) Primer vol espacial    | Pyotr Dubrov, Roscosmos Expedició 67 Primer vol espacial    |
| Passatgera / Enginyer de vol 2 | Iúlia Peressild, Primer Canal Expedició 66, Pel·lícula Repte (Vyzov) Primer vol espacial | Mark T. Vande Hei, NASA Expedició 67 Segon vol espacial     |

### Tripulació de reserva
| Posició    | Tripulant                | Tripulant                |
| ---------- | ------------------------ | ------------------------ |
| Comandant  | Oleg Artemyev, Roscosmos | Oleg Artemyev, Roscosmos |
| Passatger  | Aleksei Dudin            | Aleksei Dudin            |
| Passatgera | Alena Mordovina          | Alena Mordovina          |

### Segona reserva
| Posició         | Tripulant                   | Tripulant                   |
| --------------- | --------------------------- | --------------------------- |
| Enginyer de vol | Dmitri Petelin, Roscosmos   | Dmitri Petelin, Roscosmos   |
| Enginyer de vol | Serguei Korsakov, Roscosmos | Serguei Korsakov, Roscosmos |

## Antecedents i projecte cinematogràfic
El 14 de maig de 2021, el Comitè Interagències va aprovar la composició de les tripulacions principal i alternativa de l'EEI per al període 2021-2023. El cosmonauta Anton Shkaplerov (comandant) i l'equip de la pel·lícula "Repte" — l'actriu Iúlia Peressild i el director Klim Xipenko— anaven cap a l'EEI amb el Soiuz MS-19. La pel·lícula és un projecte conjunt de Roscosmos, el Primer Canal i l'Estudi Yellow, Black and White. Els reserves que també van passar pel comitè mèdic són l'actriu Alyona Mordovina del Teatre Nou Drama, i el director Aleksei Dudin així com el comandant Oleg Artemyev. La tripulació va començar l'entrenament el 24 de maig a Centre de Formació de Cosmonautes Iuri Gagarin. El 23 de juliol, la tripulació primària va participar en una simulació de quatre hores dins d'una rèplica del Soiuz portant el vestit Sokol i el 30 de juliol va començar la preparació del llançament de la nau.
Està previst que el director i l'actriu tornaran a la Terra el 17 d'octubre de 2021 amb el Soiuz MS-18, i el comandant Oleg Novitskiy. El cosmonauta Piotr Dubrov i l'astronatua Mark Vande Hei, que van arribar a l'EEI amb el Soiuz MS-18, tornaran a la Terra amb Shkaplerov amb el Soiuz MS-19. El Soiuz MS-19 ha d'aterrar el 28 de març de 2022.

### Reaccions
La pel·lícula, que segons Dmitry Rogozin, cap de Roscosmos, és un "experiment per veure si Roscosmos pot preparar dues persones normals perquè volin en un termini de 3 o 4 mesos", ha rebut crítiques de les comunitats científica i aeroespacial, pel fet que prenen el lloc de cosmonautes formats, considerant-ho un malbaratament de diners públics, o fins i tot declarant que utilitzar els recursos de l'estació per a finalitats no científiques seria il·legal. Es va informar que Serguei Krikaliov, el director de programes tripulats de Roscosmos, havia estat destituït per manifestar-se en contra del projecte, però va recuperar el càrrec al cap d'alguns dies arran de les protestes de cosmonautes, tant d'actius com de retirats.

## Pel·lícula
Klim Xipenko haurà de filmar entre 35 i 40 minuts de pel·lícula a l'EEI, i haurà de fer alhora de director, operador, director artístic i maquillador. Oleg Novitsky i Peter Dubrov sortiran a la pel·lícula, i Dubrov i Mark Vande Hei seran ajudants de producció.

## Expansió del Segment Orbital Rus

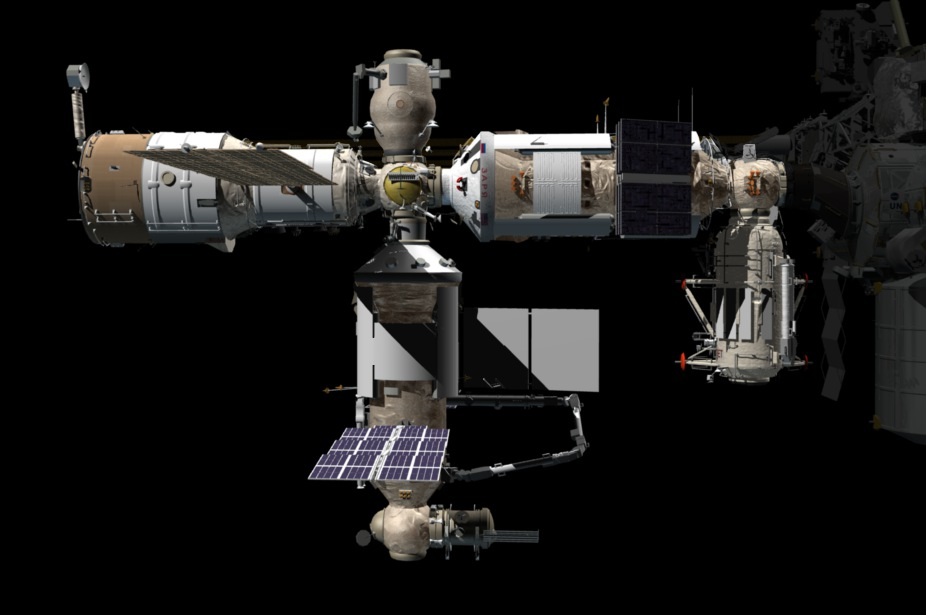
Imatge generada per ordinador del Segment Orbital Rus després de l'acoblament del Naüka.

El pla de vol de l'EEI que va preparar Roscosmos la tardor de 2020 preveia el llançament del mòdul Prichal el 24 de novembre de 2021, acoblant-se al port de nadir de Naüka al cap de dos dies.
 El mòdul Prichal serà el segon afegit al Segment Orbital Rus de 2021. Un port del Prichal està equipat amb un port d'acoblament híbrid actiu, que permet l'acoblament amb el mòdul Naüka. Els cinc ports que queden són híbrids passius, que permeten l'acoblament de vehicles Soiuz i Progress, així com mòduls més pesats i naus espacials futures amb sistemes d'acoblament modificats.
S'ha planificat una activitat extravehicular després de l'arribada del Prichal a l'estació, i n'hi ha una altra de planificada (d'Anton Xkaplerov) per als principis del quart trimestre de 2021. Caldran sis activitats extravehiculars addicionals al llarg de 2022 per completar la integració dels mòduls Naüka i Prichal al Segment Orbital Rus.